# Jan VIII (antypapież)
Jan VIII – antypapież w styczniu 844.

## Życiorys
Jan był diakonem, popularnym wśród ludu rzymskiego, który ogłosił go papieżem po śmierci Grzegorza IV. Nie został on jednak zaakceptowany przez rzymską arystokrację i wyższe duchowieństwo, którzy doprowadzili do wyboru Sergiusza II. Wybór Jana wywołał gwałtowny opór arystokracji i tylko osobista interwencja Sergiusza II uratowała mu życie. Po tych wydarzeniach Jan został umieszczony w klasztorze.